# Храм Воскресения Словущего на Арбате
Храм Воскресения Словущего на Арбате (Воскресенская церковь, Апостола Филиппа близ Арбатской площади, Филипповская церковь) — православный храм в историческом центре Москвы. Относится к Центральному благочинию Московской городской епархии.
При храме действует подворье Иерусалимского патриархата в Москве. Посвящён празднику Воскресения словущего.

## История
Первоначальное посвящение храма — во имя святого апостола Филиппа, в честь покровителя московского митрополита Филиппа, загородный дом которого находился неподалёку. Кем был основан храм, неизвестно, поскольку в ружных книгах записей о нём нет, вероятно, из-за того, что после польского нашествия он был восстановлен так поздно, что свидетельств об этом не осталось. Ныне существующий храм построен стольником Иваном Косьминым и освящён в 1688 году во имя апостола Филиппа.
В 1812 году храм был разграблен французами и сильно пострадал от Великого московского пожара, после чего два с половиной года в храме не совершались богослужения. В 1815 году храм был восстановлен, однако собственного прихода уже не имел, был приписан к ныне снесённому храму святителя Тихона Амафунтского на Арбатской площади. В 1818 храм был передан новоучреждённому подворью Иерусалимского патриархата; а в 1819-м главный престол храма был переосвящён в честь праздника Воскресения Словущего. С конца XIX века по многочисленным просьбам московской греческой диаспоры субботние литургии традиционно совершались на греческом языке.
В 1917 году Иерусалимское подворье было упразднено, но церковь осталась действующей. С 1943 года до кончины 8 марта 1951 года в ней служил известный протодиакон Михаил Холмогоров, натурщик Нестерова и Корина.
С 1989 года храм Воскресения Словущего вновь стал именоваться храмом Иерусалимского подворья.

## Настоятели
- Никодим (Цинцонис) (1877—1883)
- Феофилакт (Георгиадис) (1989—2001)
- Феофил (Яннопулос) (2001—2003)
- Стефан (Диспиракис) (с 2003)

## Духовенство
- Архимандрит Стефан (Диспиракис), настоятель храма.
- Протоиерей Михаил Крутинь.
- Протоиерей Алексей Дубровский.
- Протоиерей Владимир Гулин.
- Протодиакон Дмитрий Грибов[3].